# Кукуєць (Солонц, Бакеу)
Кукуєць, Кукуєці (рум. Cucuieți) — село у повіті Бакеу в Румунії. Входить до складу комуни Солонц.
Село розташоване на відстані 241 км на північ від Бухареста, 30 км на захід від Бакеу, 102 км на південний захід від Ясс, 125 км на північний схід від Брашова.

## Населення
За даними перепису населення 2002 року у селі проживала 1401 особа, усі — румуни. Усі жителі села рідною мовою назвали румунську.